# Passatempo
Passatempo ou o estrangeirismo original hobby é a denominação dada a uma atividade de entretenimento livre que o indivíduo desenvolve sozinho ou coletivamente. Um passatempo pode manifestar-se de várias formas: atividade prática (culinária, esporte, modelagem, pintura) ou pura e simples atividade intelectual (escrever, ler, filosofar). O passatempo não deve ser confundido com jogo, que é uma diversão envolvendo regras predeterminadas e determinados objetivos. 

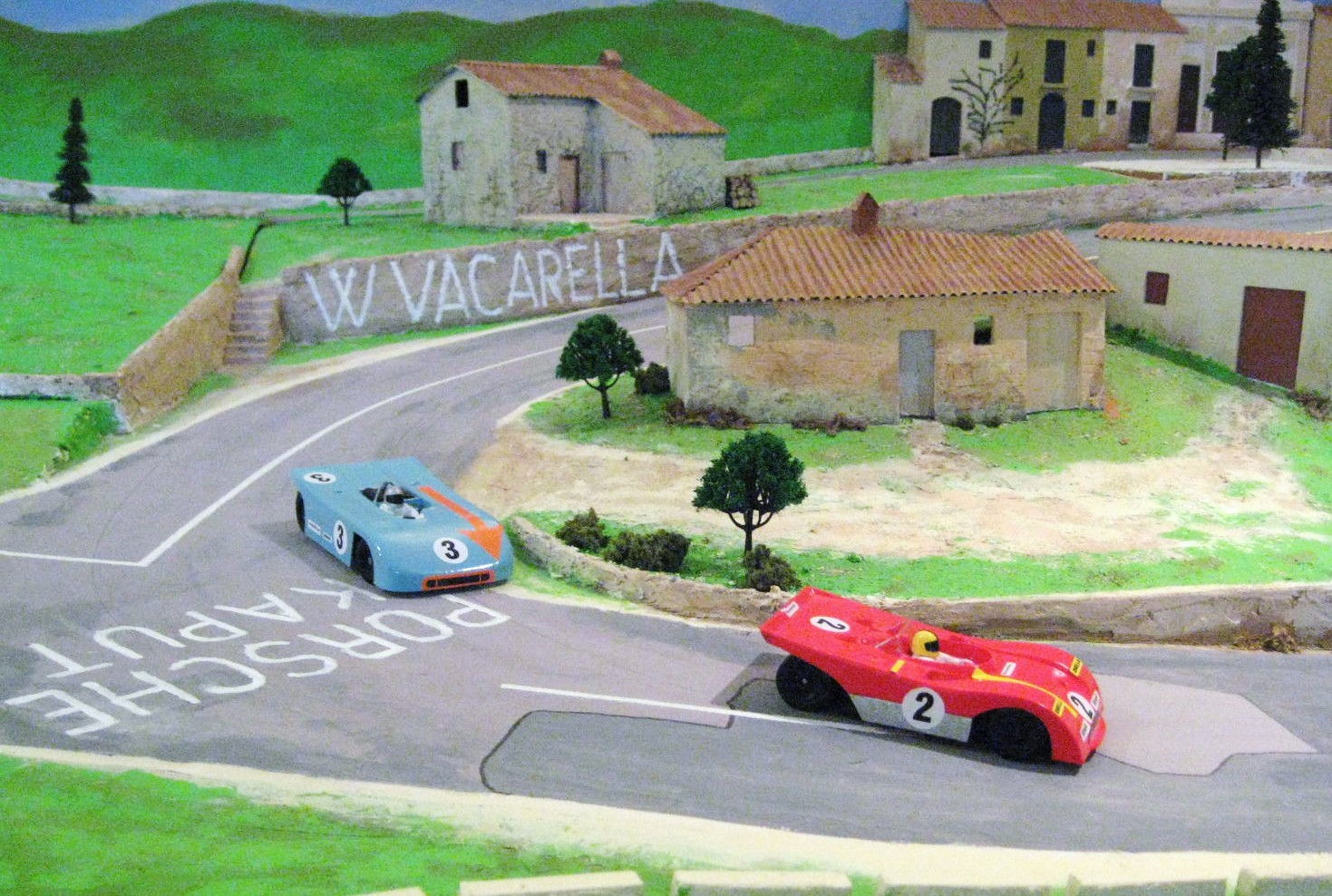
Carrinhos de controle remoto são uma forma de passatempo.

## Etimologia
Passatempo é uma palavra justaposta, junção das palavras passar e tempo.
No século XVI, o termo inglês hobyn significava "pequeno cavalo ou pônei". No mesmo século, a expressão hobby horse designava um cavalo feito de madeira usado para a diversão de crianças. A partir dos séculos seguintes, o termo passou a ser associado a lazer.